# Albestroff
Albestroff (deutsch Albesdorf) ist eine französische Gemeinde mit 610 Einwohnern (Stand 1. Januar 2022) im Département Moselle in der Region Grand Est (bis 2015 Lothringen). Sie gehört zum Arrondissement Sarrebourg-Château-Salins, zum  Kommunalverband Saulnois und zum Kanton Le Saulnois.

## Geographie

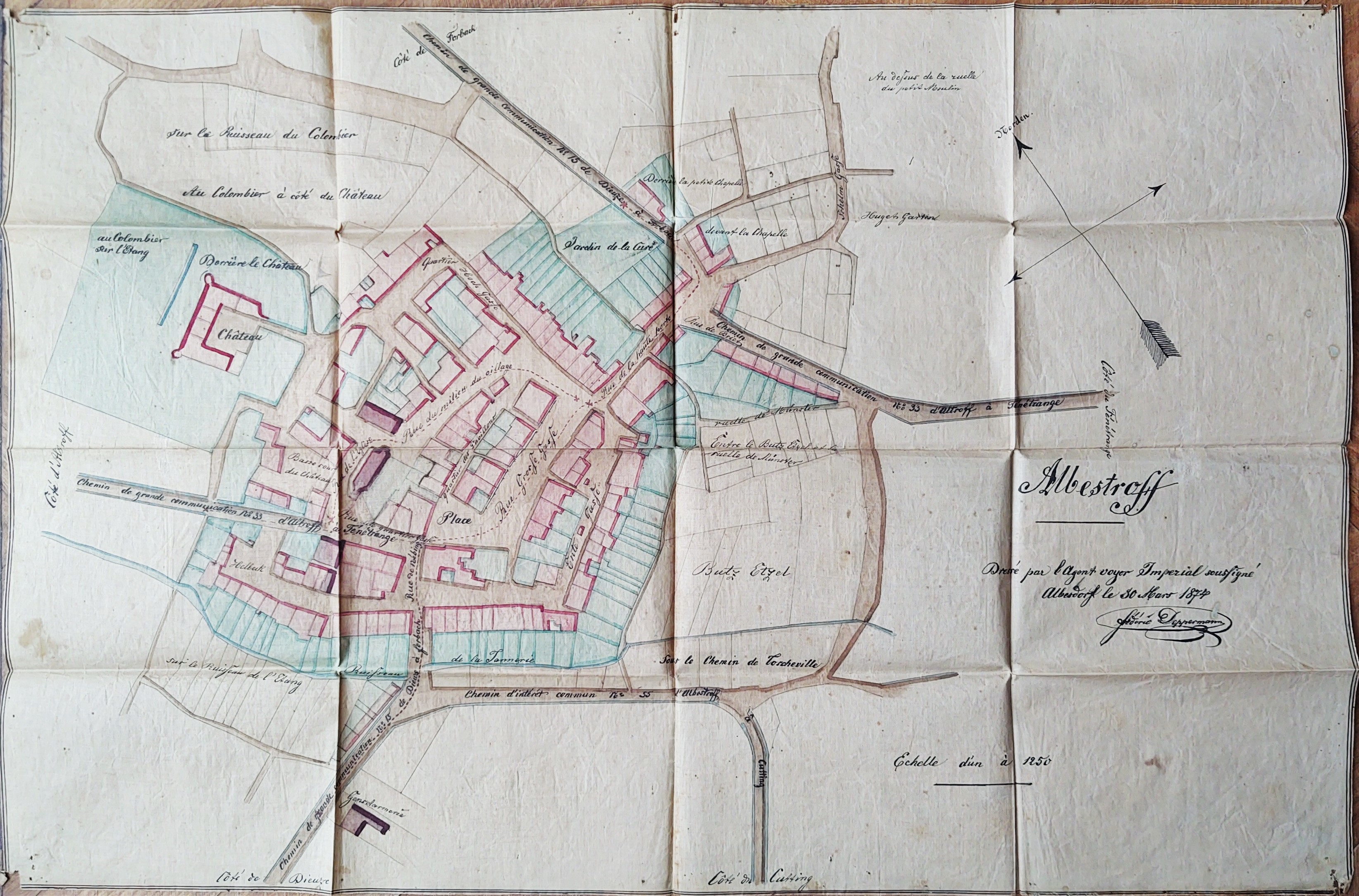
Karte von Albestroff des Wegemeisters Friedrich Wilhelm Ludwig Deppermann, 1874

Die Gemeinde liegt in Lothringen im nordöstlichen Saulnois (Salzgau), etwa 65 Kilometer südöstlich von Metz, 38 Kilometer nordöstlich von Château-Salins und 18 Kilometer westlich von Sarre-Union (Saarunion). Das Gemeindegebiet von Albestroff ist Teil des Regionalen Naturparks Lothringen.

## Geschichte
Die Gemeinde ist nach dem kleinen Fluss Albe benannt. Der Ort wurde um 1050 als Albertoff erwähnt, dürfte aber noch älter sein; weitere überlieferte Ortsbezeichnungen sind castrum de Albestorff (1303), Aubestorff (1331), Auberstroff (1331), Albistorf (1396), Albistorff (1421), Albstorff, Altorff und Albtorff (1525).  Der Flecken in einer Kastellanei kam kurz vor 1313 in den Besitz der Bischöfe von Metz, die ihn mit Mauern umgaben und hier im Sommer zu residieren pflegten.  Im Dreißigjährigen Krieg (1618–1648) wurde der Ort fast völlig zerstört. Die Befestigungsanlagen wurden durch schwedische Truppen geschleift. Im Westfälischen Frieden (1648) konnte Frankreich den Besitz der Ortschaft behaupten.
1793 erhielt Albestroff (als Alberstorff) im Zuge der Französischen Revolution (1789–1799) den Status einer Gemeinde und 1801 (ebenfalls als Alberstorff) das Recht auf kommunale Selbstverwaltung. Albestroff gehörte von 1801 bis 1871 zum früheren Département Meurthe.
Durch den Frankfurter Frieden vom 10. Mai 1871 kam die Region an das deutsche Reichsland Elsaß-Lothringen. Albestroff wurde als Albesdorf dem Kreis Château-Salins im Bezirk Lothringen zugeordnet. Die Einwohnerschaft von Albestroff war 1843 noch zweisprachig Deutsch und Französisch, doch schon am Ende des 19. Jahrhunderts (1887) wurde nur noch Französisch respektive Lothringer Patois gesprochen.
Nach dem  Ersten Weltkrieg (1914–1918) musste die Region aufgrund der Bestimmungen des Versailler Vertrags 1919 an Frankreich abgetreten werden. Erneut umbenannt als Albestroff wurde der Ort 1919 in das Département Moselle eingegliedert. Während des Zweiten Weltkriegs war die Region von der deutschen Wehrmacht besetzt.
1973 wurden Givrycourt, Insming, Munster, Torcheville und Réning eingemeindet. 1983 wurden Insming und Munster wieder zu eigenständigen Gemeinden, Givrycourt, Torcheville und Réning wurden 1997 wieder eigenständig.

### Bevölkerungsentwicklung
| Jahr      | 1962 | 1968 | 1975 | 1982 | 1990 | 1999 | 2007 | 2019 |
| Einwohner | 606  | 610  | 568  | 617  | 651  | 636  | 648  | 618  |

## Wappen
Das Wappen der Gemeinde entspricht dem Wappen des Domkapitels von Metz. Es zeigt auf rotem Grund einen rechten Arm mit blauem Ärmel, der aus einer silbernen Wolke kommt und ein silbernes Schwert mit goldenem Griff hält. Das Schwert wird von zwei goldenen Kieseln flankiert.

## Sehenswürdigkeiten
Die barocke Kirche St. Adelphus (Saint-Adelphe) wurde im 18. Jahrhundert errichtet. Sie gehört zur Pfarreiengemeinschaft Sainte Anne de la Rose im Dekanat (Archiprêtré) Albestroff/Dieuze des Bistums Metz.

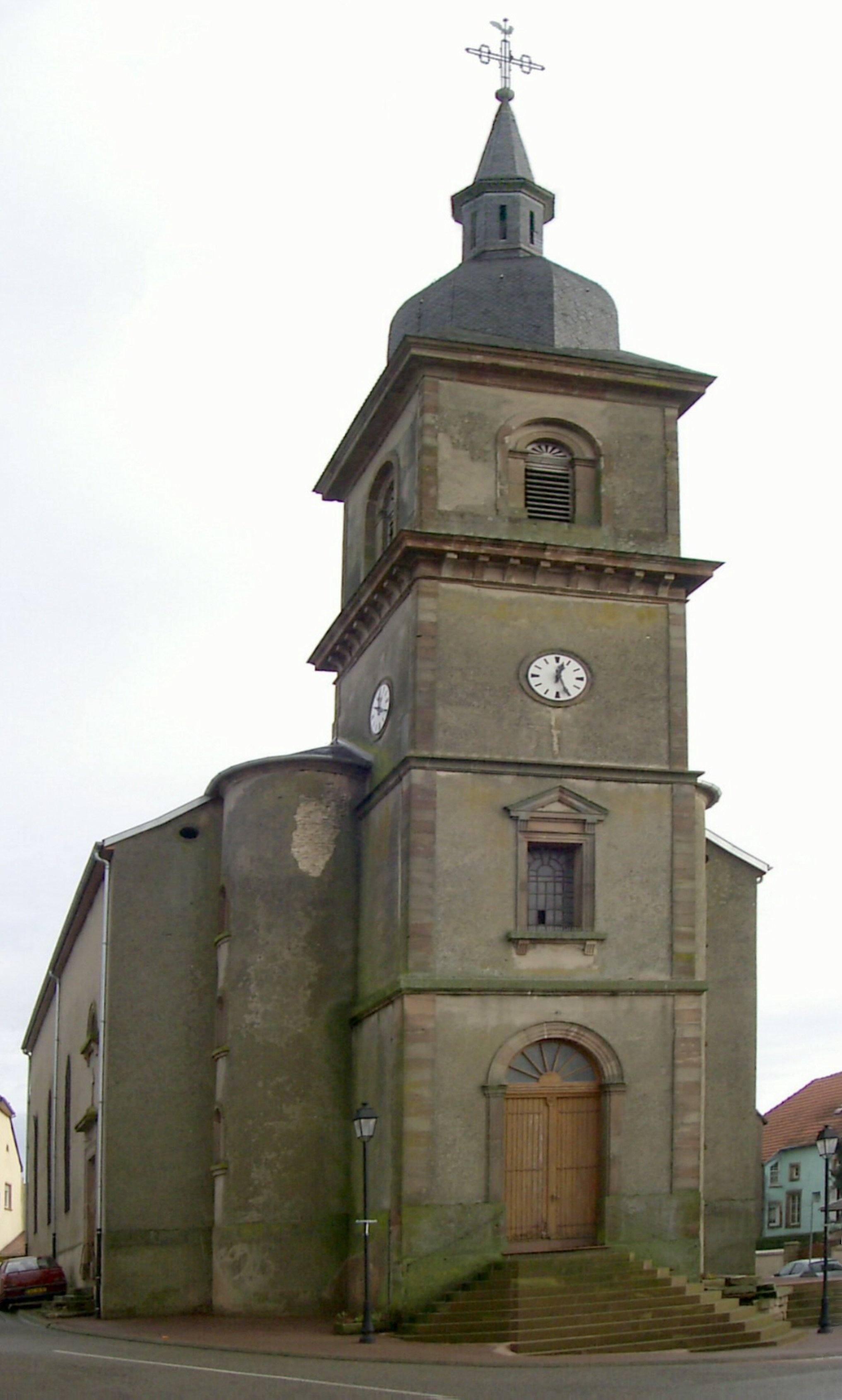
Kirche St. Adelphe
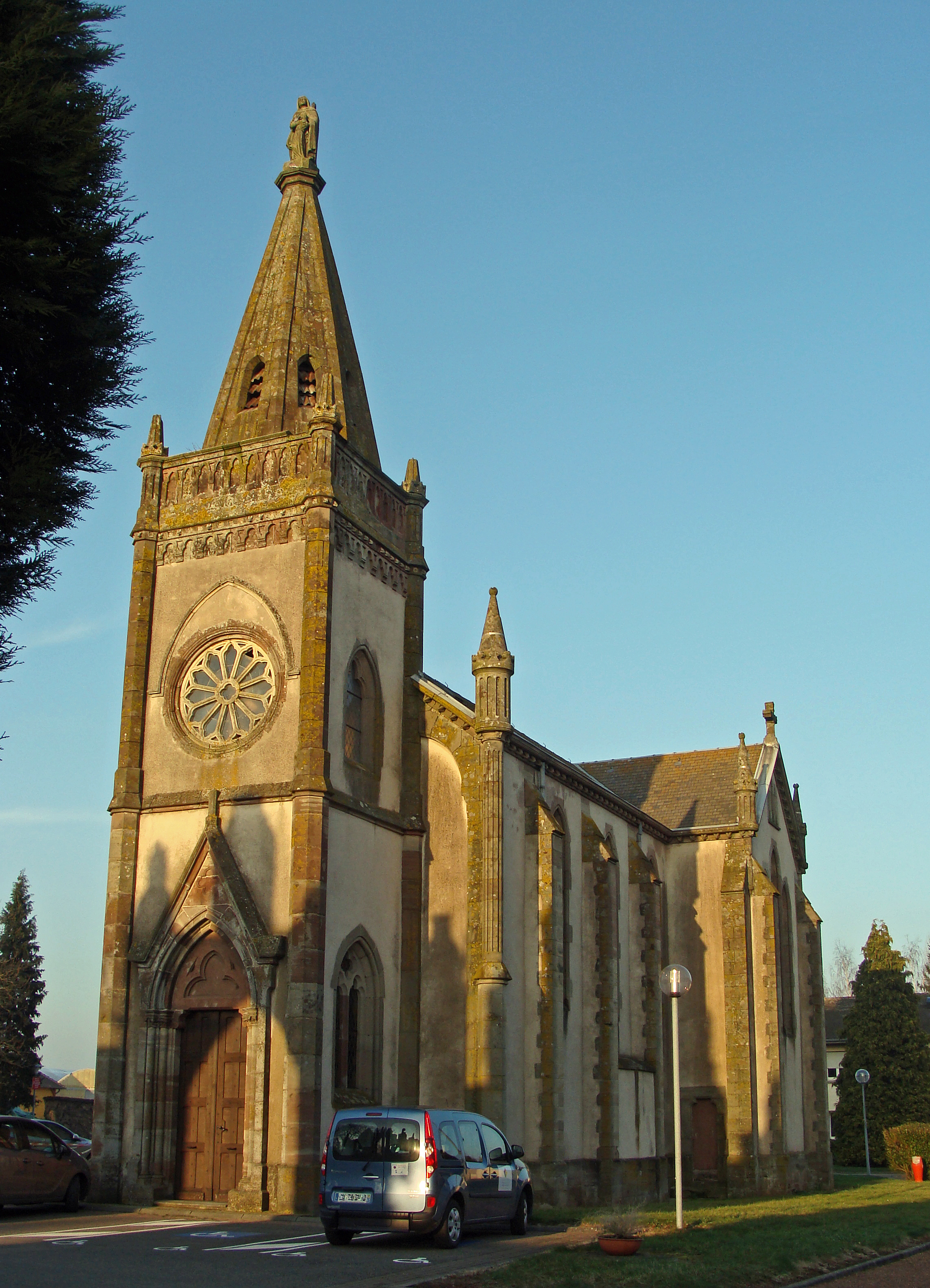
Kapelle Sainte-Anne
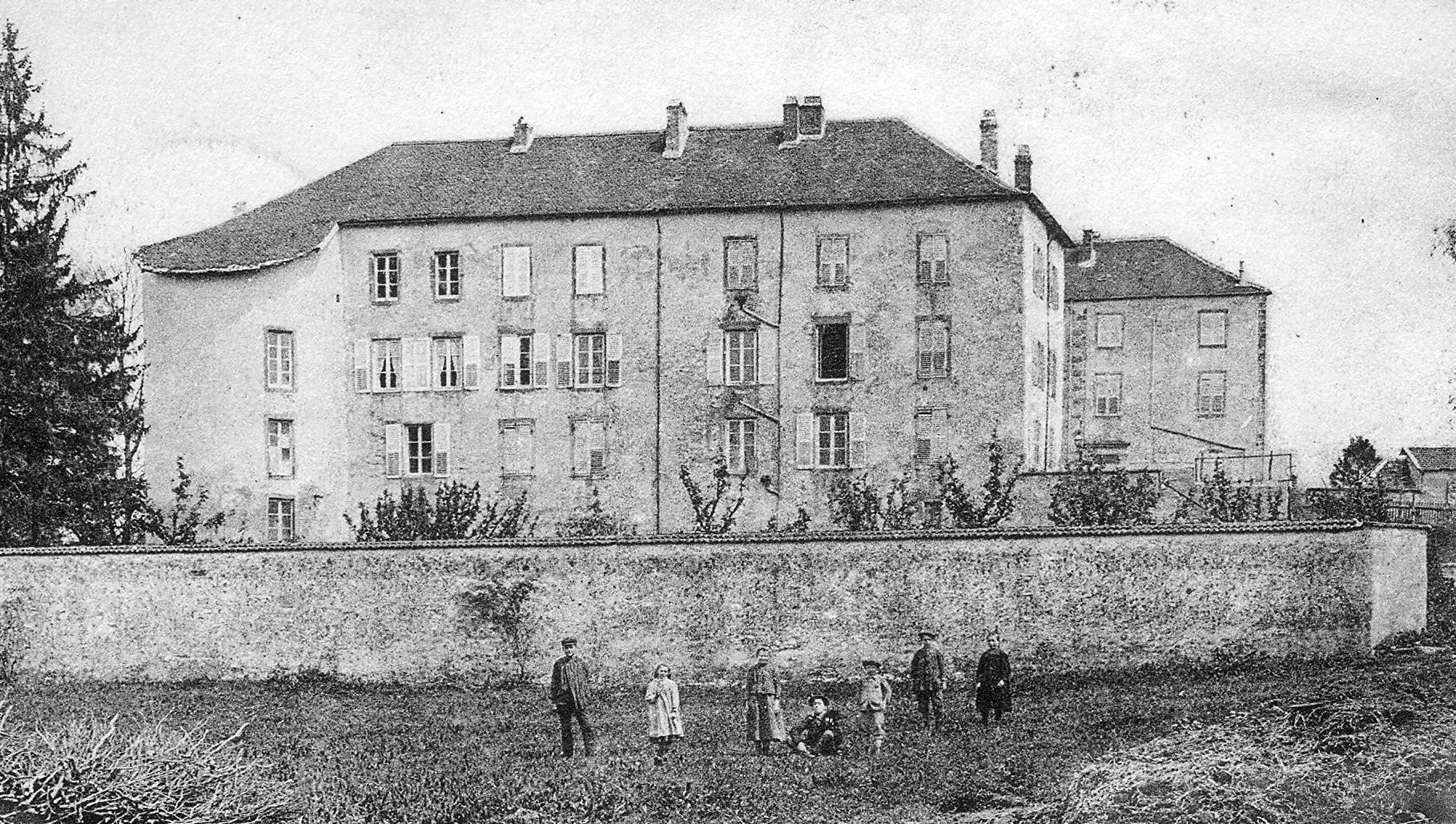
Schloss Albestroff 1902